# Liste der Hochhäuser in Alaska

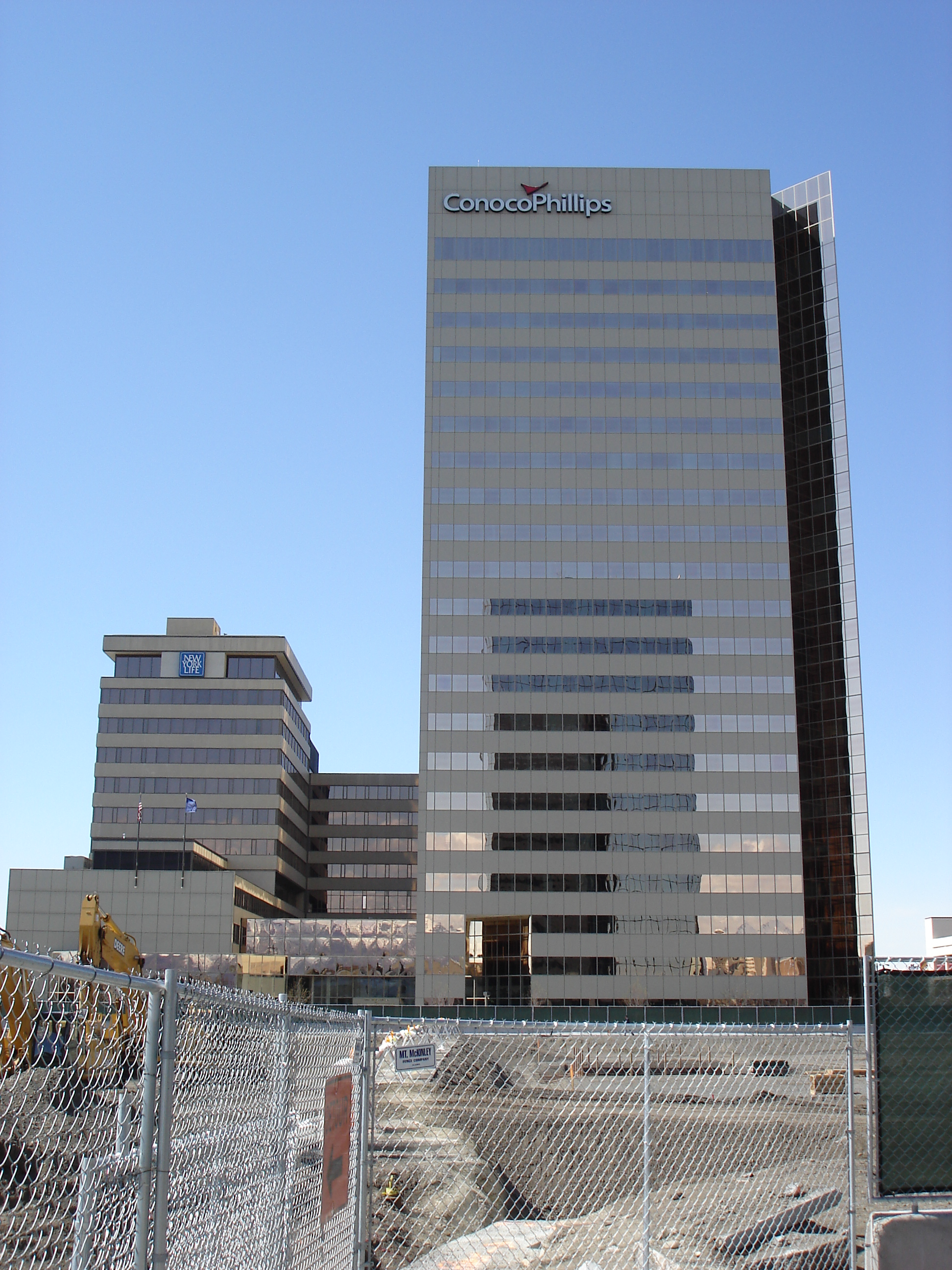
Das Conoco-Phillips Building in Anchorage ist das höchste Gebäude im US-Bundesstaat Alaska.

In der Liste der Hochhäuser in Alaska werden die Hochhäuser im US-Bundesstaat Alaska ab einer strukturellen Höhe von 50 Metern aufgezählt. Das bedeutet die Höhe bis zum höchsten Punkt des Gebäudes ohne Antenne.

## Auflistung der Hochhäuser nach Höhe
| Nr. | Name                        | Stadt     | Höhe   | Etagen | Baujahr |
| --- | --------------------------- | --------- | ------ | ------ | ------- |
| 1.  | Conoco-Phillips Building    | Anchorage | 90,2 m | 22     | 1983    |
| 2.  | Robert B. Atwood Building   | Anchorage | 80,8 m | 20     | 1982    |
| 3.  | Anchorage Hilton East Tower | Anchorage | 74,1 m | 21     | 1963    |
| 4.  | Frontier Building           | Anchorage | 66,8 m | 14     | 1982    |
| 5.  | Anchorage Marriott          | Anchorage | 65,2 m | 20     | 2000    |
| 6.  | 188 Northern Lights         | Anchorage | 61,5 m | 15     | 2008    |
| 7.  | Hotel Captain Cook East     | Anchorage | 60,5 m | 18     | 1965    |
| 8.  | Sheraton Anchorage Hotel    | Anchorage | 59,1 m | 16     | 1979    |
| 9.  | JL Tower                    | Anchorage | 57,4 m | 14     | 2008    |
| 10. | Denali Towers North         | Anchorage | 56,1 m | 16     | 1979    |
| 11. | Begich Towers               | Whittier  | 54,6 m | 14     | 1952    |
| 12. | BP Exploration Building     | Anchorage | 53,3 m | 15     | 1984    |
| 13. | Hilton Anchorage West Tower | Anchorage | 50,4 m | 15     | 1963    |